# ジェイ&サイレント・ボブ リブートを阻止せよ!
『ジェイ&サイレント・ボブ リブートを阻止せよ！』（ジェイアンドサイレント・ボブ リブートをそしせよ、Jay and Silent Bob Reboot）は、2019年のコメディ映画。監督はケヴィン・スミス。ヴュー・アスキューニバースの映画シリーズの8作目の作品。
本作は日本で劇場公開されなかったが、Netflixなどにて配信が行われている。
U-NEXTでの配信時のタイトルは『ジェイ&サイレント・ボブ オタクたちの帰還』。

## あらすじ
ジェイとサイレントボブは、人気漫画『ブラントマン＆クロニック』の新作映画、『ブラントマンvsクロニック』を作っているサバン・フィルムズとの裁判に敗北する。彼らはまた、無意識のうちに命名権を放棄し、もはや自分たちのことを「ジェイ&サイレント・ボブ」と呼ぶことは出来なくなった。
ジェイとボブはブロディ・ブルースの元を訪ねる。ブルースは、ケヴィン・スミスが監督した、『ブラントマン&クロニック』のリブート版について話す。作品はほぼ完成したものの、ハリウッドで開催される毎年恒例のファンコンベンション『クロニック・コン』で主要なシーンが撮影される。それを聞いた彼らは映画の完成を止めるためにクロニック・コンへ向かう。

## キャスト
※括弧内は日本語吹替。
- ジェイ - ジェイソン・ミューズ （咲野俊介）
- サイレント・ボブ / 本人 - ケヴィン・スミス （遠藤純一）
- ミレニアム・“ミリー”・ファルコン - ハーレイ・クイン・スミス（中村美怜）
- ジャスティス・フォールキン - シャノン・エリザベス（本田貴子）
- ダンテ・ヒックス / グラント・ヒックス / 本人 - ブライアン・オハローラン（堀総士郎）
- ブロディ・ブルース - ジェイソン・リー（内田直哉）
- アリッサ・ジョーンズ - ジョーイ・ローレン・アダムス
- ミス・マッケンジー - ジェニファー・シュウォールバック・スミス
- Sopapilla - トレシッル・エドモンド
- ジハード - アパルナ・ブリエル（金田愛）
- シャン・ユー - アリス・ウェン（矢尾幸子）
- ジェリー・N・エクセクショナー裁判長 - クレイグ・ロビンソン
- バイリッフ - ジョー・マンガニエロ
- プロセクター - フランキー・ショウ
- ブランドン・セイント・ランディ - ジャスティン・ロング
- SWAT隊長 - ドンネル・ローリングズ
- SWAT隊員 - デヴィッド・ダストマルチャン
- KKKグランド・ウィザード - クリス・ジェリコ
- メアリー - ケイト・ミクーチ
- 警備員ゴードン - ディードリック・ベーダー
- クロニック - メリッサ・ベノイスト（小松未可子）
- ブランドマン - ヴァル・キルマー（台詞なし）
- アルフレッド - トミー・チョン
- ホールデン・マクニール - ベン・アフレック（堀内賢雄）
- ロキ - マット・デイモン（平田広明）
- トッド・“マーキン”・マーキンスキー - フレッド・アーミセン
- ジョリーン - モリー・シャノン
- テッド・アンダーヒル - ラルフ・ガーマン（関口雄吾）
- レジー・フォールキン - ロザリオ・ドーソン
- クロニック・コンのセールスマン - アダム・ブロディ
- クロニック・コンのラインアテンダント - ダン・フォグラー
- クロニック・コンのホログラフィックディスプレイ - クリス・ヘムズワース（三宅健太）

この他に、ジェイソン・ビッグスやジェームズ・ヴァン・ダー・ビークなど、メソッド・マン（広瀬竜一）、レッドマン（堀総士郎）、クレジット中のロバート・カークマン、キース・クーガン、そしてサンディエゴ・コミコンからアーカイブ映像を使用し、クレジット中盤のシーンにスタン・リー（高桑満）らが出演している。また、オハローラン、マリリン・ギグリオッティ、アーネスト・オドネル、スコット・シャフォ、ジョン・ウィリアングは、クロニック・コンの『クラークス』25周年記念パネルのシーンに出演している。